# Tanulmányi kirándulás (Így jártam anyátokkal)
 A Tanulmányi kirándulás az Így jártam anyátokkal című televízió-sorozat hetedik évadának ötödik epizódja. Eredetileg 2011. október 10-én vetítették, míg Magyarországon 2012. október 24-én.
Ebben az epizódban Marshall a kezébe vesz egy ügyet, amikor látja, hogy a főnöke nem áll hozzá a kellő figyelemmel. Ted tanulmányi kirándulásra viszi az osztályát, aminek érdekes következményei lesznek.

## Cselekmény
Robin meglátogatja a terapeutáját, aki azt mondja neki, hogy nem találkozhatnak többet, mert Alaszkába költözik. Egy héttel később aztán összefutnak egy kávézóban, és ekkor Kevin, a terapeuta magyarázkodni kényszerül. Elmondja, hogy nagyon tetszik neki Robin, de nem találkozhatnak, az orvos-páciens kapcsolatra tekintettel. Robin azért felajánlja, hogy csak melléül és megreggeliznek egymás mellett, mint két ember, akik nem randiznak. Minden reggel ezt csinálják, míg egy napon Robin el nem késik. Amikor megjelenik esőtől ázottan, akinek 40 háztömböt kellett idáig rohannia, mert lekéste a buszt, Kevin felajánlja, hogy mégis randizzanak, amire a kávézó örömujjongásban tör ki.
Eközben a bárban a többiek Marshall legújabb ügyéről beszélnek: egy nagy környezetvédelmi perről a Gruber Gyógyszergyár ellen. Szóba kerül ezután Robin és Kevin, valamint hogy Nora nem szereti az ewokokat. Miközben Ted lelkesen számol be arról, hogy hamarosan tanulmányi kirándulásra viszi az osztályát, Marshall dühöng, mert szerinte a főnöke, Garrison Cootes nem elég határozott, amikor tárgyalásra kerül a sor.
Ted úgy dönt, hogy az osztályt az éppen épülő GNB székházhoz viszi. Ám nem jutnak messzire, mert az építkezés körbe van zárva és csak engedéllyel lehet bemenni. Így aztán úgy dönt, nézzék meg Manhattan különféle épületeit. Végül a GNB egyik tárgyalójában kötnek ki, ahol Barney vár rájuk. Barney ideges és azt mondja, hogy a diákjainak inkább szexleckéket kellene adni, majd egy vetítésbe kezd az ewokokról. Megállapítja, hogy aki 1973. május 25. előtt született (azaz A Jedi visszatér bemutatójakor pont 10 éves volt), az utálja az ewokokat, és ebből a következtetéséből tévesen azt állapítja meg, hogy Nora 37 éves, ami rendkívül frusztrálja. Ted elindul az osztályával, de Barney hozzájuk csapódik. Mindannyian felmennek a lakásra, ahol rajtakapják Kevint és Robint. Ted gyorsan megszavaztatja az osztályát, akik szerint fura az exterapeutával randizni. Barney felfedezi, hogy a csoportban vannak fiatalok, idősek, sőt egy hozzájuk csapódott német turistacsoport is, így ez már egy kontrollcsoport, akikkel el lehet dönteni régóta vitás kérdéseket, ha megszavaztatják őket.
Marshall dühöng, mert Garrison Cootes elfogadta, hogy 24 ezer dolláros kártérítés ellenében elállnak a pertől a gyógyszergyárral szemben, ami egy egész tavat szennyez el. Megmondja neki, hogy ha a cég nem áll ki a környezetért, akkor majd ő igen, a születendő gyermeke érdekében is. Egy prezentációt készít, amit be is mutat, de nem sül el túl jól, és ezért be kell próbálkoznia a halas stand up műsorával. Ekkor megérkezik Garrison Cootes és közli, hogy 24 ezer dollár nem elég, és hogy "háborúba mennek".
A záró jelenetben Kevin és Robin úgy rendezik a kapcsolatukat, hogy Robin azt mondja: ő már feltárta a sebezhető oldalát, most Kevinen a sor. Ezután a bárban Barney és Ted Robert Sean Leonard nevén vitatkoznak.

## Kontinuitás
- Barney ismét a 83-ast, a kedvenc számát használja, amikor azt mondja, hogy a 18 évesek 83 százalékának szüksége van szexleckékre.
- Marshall ismét grafikonokat és diagramokat használ, ami egy időben teljesen a mániája volt. ("Közbelépés")
- Marshall ismét a halas stand up műsorát használja.
- Ted a "Befejezetlen" című részben fedte fel, hogy az a vágya, hogy legalább egyetlen diákját inspirálja.
- A GNB székház építése az "Elfogadom a kihívást" című epizódban kezdődött.
- Robin és Kevin abban a kávézóban randiznak, ahol Barney és Nora is "A meztelen igazság" című epizódban.
- "A pucér pasi" című részben Robin már megemlítette, most pedig Ted, hogy a lakásban rossz a térerő.

## Jövőbeli visszautalások
- A Gruber Gyógyszergyár elleni perre végül a "12 tüzes asszony" című részben kerül sor.

## Érdekességek
- Ted diákjai csak 18 évesek, mégis lemehetnek a MacLaren's Bárba, ahol 21 év a belépési korhatár.
- Lily azt mondja Marshallnak, hogy délután 4 órakor orvosi vizsgálatra kell mennie. Aztán amikor az osztály lent van a bárban, megemlítik, hogy délután 4 óra van, és Lily és Marshall is ott vannak lent, tehát nem ment el az orvoshoz. Ennek ellenére Marshall később megmutatja a főnökének az akkor készült ultrahangfelvételt.
- Jövőbeli Ted szerint Marshall és Garrison Cootes később tényleg megmentették a világot. Ez tényszerűen nem igaz, mert az "Úton Róma felé" című részben Cootes a Coloradóban található bunkerébe húzódott vissza, amikor a cége tönkrement, Marshall pedig Rómába indult Lilyvel. Azt mindenesetre nem tudjuk, hogy azután, amikor Marshallt kinevezték bírónak, nem hozta-e őket újra össze a sors és nem hoztak létre valami fontosat.
- A GNB épületét a Muttnik Construction építi. Minden epizód végén látható Muttnik, a Bays & Thomas kabalakutyája.

## Vendégszereplők
- Nazanin Boniadi – Nora
- Kal Penn – Kevin
- Martin Short – Garrison Cootes
- Jay Acovone – Vance
- Jamie Denbo – Sheila

## Zene
- Little Sur – A Retrospective Bliss
- Yub Nub (Ewok Celebration Song)